# 大沼泽地地区原住民
大沼泽地地区的原住民在距今约14000年到15000年前到达位于今天属于美国的佛罗里达半岛。最初可能是跟随一大群猎物而来。古印第安人发现了一片可以维持适应牧场环境的动植物以及耐旱灌木生长的干旱地形。大量的动物在距今约11000年左右灭绝。 6500年前的气候变化使地形变得潮湿。 古印第安人慢慢适应新的环境。考古学家们将这种由环境适应而衍生的文明称为太古民族。他们比起他们的祖先更好的适应了环境变化，并且用拥有的资源制作了许多工具。 大约在5000年前，气候再次变化导致的源自奧基喬比湖的定期洪水泛滥促使了佛罗里达大沼泽地生态系统的产生。